# Disgeusia
A disgeusia é uma distorção persistente do paladar, sendo transitória ou permanente. A disgeusia também está frequentemente associada à ageusia, que é a completa falta de paladar, e à hipogeusia, que é uma diminuição da sensibilidade ao paladar. As anormalidades do paladar frequentemente estão associadas ao olfato, pois se devem geralmente a disfunção olfativa. O termo "disgeusia" é utilizado como um sinônimo para "parageusia". Entretanto, alguns autores fazem uma distinção, sendo a parageusia um sentido gustativo inadequado e a disgeusia um sentido gustativo desagradável.
A distorção do paladar é o único sintoma, e o diagnóstico geralmente é complicado, pois o paladar está ligado a outros sistemas sensoriais.  A disgeusia pode ser um efeito direto ou indireto de condições malignas, assim como pode ser causada pela quimioterapia, uso de alguns medicamentos (como antidepressivos) e deficiência de zinco. Doenças hepáticas, hipotireoidismo, insuficiência renal severa e, raramente, certos tipos de convulsões também podem causar disgeusia. É também encontrada como sequela de algumas paralisias faciais. Foi recentemente descrita como sintoma relativamente comum em pessoas acometidas pela COVID-19.